# Iglesia de San Sadurní de Clará
La Iglesia de San Sadurní de Clará (en catalán: Sant Serni de Clarà) reconstruida en el siglo XVII sobre una iglesia románica anterior, se encuentra situada el municipio de Avià, protegida como bien cultural de interés local.

## Descripción
Iglesia de es de planta rectangular, con la puerta y el campanario orientado hacia oriente, construida de sillares sin desbastar de varios tamaños unidos con mortero. Está cubierta a dos aguas con teja árabe. En la fachada destacan tres oberturas dispuestas flanqueando la puerta y en su zona superior y, como en la puerta, son adinteladas. Interiormente está estructurada en una sola nave con el techo de madera, pero probablemente tenía bóveda de cañón. La puerta es adintelada y en ella está gravada la fecha de 1667 con una ornamentación con figuras zoomorfas afrontadas. A los pies hay un campanario de espadaña, hoy destruido en la zona central.

## Historia
Las primeras noticias del lugar de Clarà y del castillo de Clariano son el acta de consagración de la iglesia de San Martín de Avià, en el 907. El 1003 se tienen noticias de la iglesia dedicada en St. Sadurní que el conde de Oliba cedió, junto con Santa Maria de Avià, en el monasterio de Santa María de Serrateix. En el siglo XVII el edificio románico fue sustituido por la actual construcción. Durante la Guerra civil española el edificio fue dañado y se abandonó el culto en él. A principios de los noventa del siglo XX, después de una campaña de limpieza, el Departamento de Política Territorial y Obras Públicas de la Generalidad de Cataluña otorgó un crédito para poder iniciar su restauración.